# 宿屋仇
『宿屋仇』（やどやがたき）は上方落語の演目。別題として『日本橋宿屋敵』（にっぽんばしやどやがたき）。江戸落語では『宿屋の仇討』（やどやのあだうち）との演目名で演じられる。江戸での別題として『甲子待（きのえねまち）』『庚申待（こうしんまち）』『万事世話九郎（ばんじせわくろう）』がある。江戸落語へは3代目柳家小さんが上方から移植したとされる。
武藤禎夫は原話として、文化ごろの『無塩諸美味（ぶえんのもろあじ）』収録「百物語」を挙げ、喜久亭寿暁の演題集『滑稽集』の「甲子茶ばん」が「肉付けして高座にかけたもの」ではないかと推測している。天保ごろの漢文体笑話本『如是我聞』第1巻掲載「庚申社会」が「甲子茶ばん」に近いのではないかとする。

## あらすじ
大坂の日本橋の宿屋に一人の旅侍がやってくる。前夜に泊まった岸和田の宿では大部屋の雑魚寝で騒がしかったので、狭くてもよいので静かな部屋で休みたいと手代に告げて泊るが、その後に現れた伊勢参り帰りの喜六・清八・源兵衛の三人連れがどうした手違いか隣の部屋に案内され、芸者を呼んで大騒ぎを始める。
侍が手代を呼んで苦情を告げたものの、団体客が泊まっていたため代わりの部屋を用意できない。手代が侍からの苦情を三人組に伝えると、三人は不承不承寝床に入るがなかなか寝られない。旅の思い出を語り合ううちに相撲の話になり、思わず部屋で取り組みを始めて、また侍から苦情が来る。静かな話がよろしいというので、源兵衛が、三年前に武士の妻とねんごろになった挙句に、その現場を目撃した夫の弟を斬り殺し、妻の方も始末してしまったという自身の体験を語り出す。喜六は思わず「源やんは色事師！」とはやし立てる。
すると隣の侍がまた手代を呼び、「拙者、三年前妻と弟を殺められ、仇を討たんものと旅しておったが、今こそ分かった。隣の源兵衛と申す男こそ我が求める仇である。連れの者と一緒に今すぐ討ち取る！」と告げ、宿の者らに命じて三人を柱に縛り付ける。源兵衛は「あれは三十石船の中で聞いた話だ」と弁解するが侍は耳を貸さない。
侍はゆうゆうと眠りにつくと、翌朝、昨夜のことはすべて嘘だったと手代に告げる。なぜそんな嘘をついたのかと聞かれた侍は「ああ言わねば身共を夜通し寝かしよらぬ」。

## 題材について
江戸落語での別題の『庚申待』『甲子待』は60日に一度めぐってくる庚申（または甲子）の宵に夜明かしをする中国の道教信仰を源流とした風習（庚申待）が背景にある。「庚申待」で旅籠が店を休んで店員がいろいろ語らっているところに、急用の上得意客が来て泊めざるを得なくなるという前段が付く形である。前田勇は『庚申待（ち）』を「サゲも同じなれど別話」としている。
噺の中で出てくる不倫殺人事件は、近松門左衛門の『堀川波の鼓』からとったものである。

## バリエーション
敵と勘違いされた源兵衛の弁解「他から聞いた話や」は、演者によっては「芝居（あるいは講談）の筋」とされることもある。また「明朝に日本橋で出会い敵」にするということで、三人連れを部屋に軟禁させるという形をとる場合がある。3代目桂三木助は上方版に準拠した筋立てだったが、設定は侍の前泊地が小田原、泊まり合わせるのが江戸の魚河岸の若い衆（宿泊地は明言せず）と、江戸に近いものに変更している。
江戸での別題『万事世話九郎』は、上方で侍を当初この名前にしていたことに由来する。
庚申の宵に神前で旅籠の主人に呼ばれて来物が夜を徹して語り明かす中、熊と言う男が懺悔話だと「10年前、飲む打つ買うの3道楽にのめり込み、金を使い果たして無一文。借金も出来た為、旅に出たものの江戸が恋しくなり江戸への帰り、熊谷の土手に差し掛かった時、雨が降って来た。側に辻堂があった為、雨宿りに入ると、暫くして60を2つ過ぎた老人が入ってきて「私も雨宿りさせて欲しい」頼むので承知して辻堂の中で雨止みを待つ内に稲光が光り目の前の樹に落ちた。すると老人が癪を起こす。「私は雷が嫌いで雷が落ちると癪が出る」と言われ、胸を擦り介抱した。下に下に言われて手を下げて行くと固い物にあたり、胴巻だと分かった。胴巻を探り、恐らくこの老人は少なく見積もっても100両持っているだろう。明日、俺は江戸に入るが一文無し。老人は短い命だ、と首に巻いていた手拭いで老人の首を絞めて、絞め殺して胴巻を奪った。胴巻の金を勘定したら180両あった。江戸に戻り、全ての借金を払い終えるも、かなり金が残る。また、飲む打つ買うの3道楽にのめり込みむ。そうしてたら金を使い果たした」と語る。通常庚申の夜明かしの日には客は断るが、それを承知で来ていた侍が向かいの部屋にいた。主人がその侍に呼ばれて部屋に行くと、熊は親の仇だと言う。更に熊を逃がしたらその場にいた者全て見境なく切ると言われた為、部屋に戻ると皆に話す。便所から戻った熊を逃がしちゃならないと寄って集って紐で縛り、物置に閉じ込めた。熊を逃がしちゃ自分達の命がなくなると、熊が逃げぬ様寝ずの番。誰も喋るのを止めた。明朝、例の侍に「熊谷の一件の」と問うと「あれは嘘だ。ああでも言わないと五月蝿くて寝られない」